# NGC 6267
NGC 6267 is een balkspiraalstelsel in het sterrenbeeld Hercules. Het hemelobject werd op 15 mei 1784 ontdekt door de Duits-Britse astronoom William Herschel.

## Synoniemen
- UGC 10628
- MCG 4-40-9
- ZWG 139.25
- IRAS 16560+2303
- PGC 59340